# 王秀芳
王秀芳（1953年1月—），女，汉族，河南永城人，中华人民共和国政治人物。上海纺织工学院纺织系棉纺专业毕业，中国科学技术大学管理科学与工程专业在职研究生硕士。

## 生平
1970年12月参加工作，任安徽省生产建设兵团砀山果园场知青。1973年2月加入中国共产党。1974年12月任蚌埠市纺织厂工人。1977年3月至1980年1月在上海纺织工学院纺织系棉纺专业学习。1980年1月起历任淮北市第二纺织厂细纱车间技术员、副主任、副书记。1984年4月任淮北市第二纺织厂副厂长。1985年6月任淮北市第二纺织厂党委书记。1987年9月任共青团安徽省委副书记、党组成员。1992年3月任安徽省轻工业厅(总会)副厅长(副会长)、党组成员。2000年5月任安徽省经贸委副主任、党组副书记。2001年9月任安徽省总工会主席、党组书记。2005年8月任中共安徽省委常委，安徽省总工会主席、党组书记。2008年，当选第十一届全国人民代表大会安徽地区代表。2008年10月17日，中国工会十五大在北京开幕，大会选举她出任主席团委员。
2011年10月任安徽省政协党组副书记，省总工会主席、党组书记。2012年2月任安徽省政协副主席、党组副书记，安徽省总工会主席、党组书记。2013年6月，任安徽省政协副主席、党组副书记。2016年2月，卸任安徽省政协副主席职务。